# Outotec
Outotec (до 24 апреля 2007 года — Outokumpu Technology) — финская компания, мировой лидер в поставках технических решений для предприятий горно-обогатительной и металлургической промышленности. Компания поставляет заводы, оборудование и услуги, разработанные преимущественно на базе собственных технологий.
Завершила деятельность 1 июля 2020 года в результате слияния с Metso.

## История
Первоначально являясь техническим подразделением компании Outokumpu, сформированным ещё в конце 1940-х годов, Outotec отделилась в июне 2006 года и стала самостоятельной организацией. Незамедлительно компания вошла в листинг Хельсинкской биржи.
Добиваясь экономии на 45 млн евро в год, компания запланировала к увольнению в октябре 2014 года ста из 1400 сотрудников.
В июле 2019 года было объявлено, что бизнес-подразделение Metso Minerals и компания Outotec планируют объединиться. Новая компания будет называться Metso Outotec. В июне 2020 года Metso Corporation и Outotec Oyj завершили объединение бизнеса Metso Minerals и Outotec, став компанией под названием Metso Outotec.

## Подразделения
С 2010 года в структуре Outotec действует четыре подразделения:
- Технологии по производству цветных металлов;
- Технологии по производству чёрных металлов;
- Энергетика, технологии по производству лёгких металлов и охране окружающей среды;
- Услуги.